# Campionati del mondo di atletica leggera 2011 - 10000 metri piani femminili
La gara dei 10000 metri piani femminili dei Campionati del mondo di atletica leggera 2011 si è svolta la sera del 27 agosto allo Stadio di Taegu.

## Podio
| Posizione | Atleta           | Nazione |
| --------- | ---------------- | ------- |
| Oro       | Vivian Cheruiyot | Kenya   |
| Argento   | Sally Kipyego    | Kenya   |
| Bronzo    | Linet Masai      | Kenya   |

## Situazione pre-gara

### Record
Prima di questa competizione, il record del mondo ed il record dei campionati erano i seguenti.
| Record                | Prestazione | Atleta                | Data                                | Competizione  |
| --------------------- | ----------- | --------------------- | ----------------------------------- | ------------- |
| Record mondiale       | 29'31"78    | Wang Junxia Cina      | 8 settembre 1993 Pechino, Cina      |               |
| Record dei campionati | 30'04"18    | Berhane Adere Etiopia | 23 agosto 2003 Saint-Denis, Francia | Mondiali 2003 |

## Risultati

### Finale
| Pos.    | Atleta                    | Nazione     | Tempo    | Note                                     |
| ------- | ------------------------- | ----------- | -------- | ---------------------------------------- |
| Oro     | Vivian Cheruiyot          | Kenya       | 30'48"98 | Miglior prestazione personale            |
| Argento | Sally Kipyego             | Kenya       | 30'50"04 |                                          |
| Bronzo  | Linet Masai               | Kenya       | 30'53"59 | Miglior prestazione personale stagionale |
| 4       | Priscah Jepleting Cherono | Kenya       | 30'56"43 | Miglior prestazione personale            |
| 5       | Meselech Melkamu          | Etiopia     | 30'56"55 | Miglior prestazione personale stagionale |
| 6       | Shitaye Eshete            | Bahrein     | 31'21"57 | Record nazionale                         |
| 7       | Shalane Flanagan          | Stati Uniti | 31'25"57 |                                          |
| 8       | Ana Dulce Félix           | Portogallo  | 31'37"03 |                                          |
| 9       | Jennifer Rhines           | Stati Uniti | 31'47"59 |                                          |
| 10      | Jéssica Augusto           | Portogallo  | 32'06"68 | Miglior prestazione personale stagionale |
| 11      | Tigist Kiros              | Etiopia     | 32'11"37 |                                          |
| 12      | Christelle Daunay         | Francia     | 32'22"20 |                                          |
| 13      | Kara Goucher              | Stati Uniti | 32'29"58 |                                          |
| 14      | Hikari Yoshimoto          | Giappone    | 32'32"22 |                                          |
| 15      | Kayo Sugihara             | Giappone    | 32'53"89 |                                          |
| 16      | Krisztina Papp            | Ungheria    | 32'56202 |                                          |
| 17      | Megumi Kinukawa           | Giappone    | 34'08"37 | Miglior prestazione personale stagionale |
|         | Meseret Defar             | Etiopia     | dnf      |                                          |
|         | Eloise Wellings           | Australia   | dns      |                                          |